# Membraniporopsis serrilamelloides
Membraniporopsis serrilamelloides är en mossdjursart som först beskrevs av Liu och Li 1987.  Membraniporopsis serrilamelloides ingår i släktet Membraniporopsis och familjen Membraniporidae. Inga underarter finns listade i Catalogue of Life.